# Aprosmictus erythropterus
El papagayo alirrojo (Aprosmictus erythropterus) es una especie de ave psitaciforme de la familia Psittaculidae autóctona de Australia y Nueva Guinea.

## Descripción
Esta ave mide alrededor de 30 a 33 cm (12-13 pulgadas) de longitud. Ambos sexos tienen alas rojas brillantes y un cuerpo verde claro. Los machos tienen una nuca negra y parte inferior de la espalda azul con una punta amarilla en la cola, pico anaranjado y patas grises. Las hembras tienen un cuerpo verde amarillento y las alas tienen ribetes rojos y rosados. 

## Distribución geográfica y hábitat
Su área de distribución se extiende desde Pilbara, Australia Occidental, hasta la península del Cabo York, Queensland. Ocasionalmente se les avista en el sur de Nueva Guinea.
Estas aves habitan en bosques ribereños, bordes de bosques, matorrales de acacia, sabanas, manglares y tierras de cultivo. A menudo se les ve en parejas o bandadas cerca del agua.